# Darázs Endre
Darázs Endre (Budapest, 1926. február 15. – Budapest, 1971. június 29.) József Attila-díjas (1950, 1952) magyar író, költő, műfordító. Borsi Darázs József költő fia.

## Életpályája
Egyetemi tanulmányait az ELTE BTK-n végezte el. Első versei 1945 előtt már megjelentek, önálló kötettel azonban csak 1947-ben jelentkezett. 1947-1949 között a Magyarok című folyóirat segédszerkesztőjeként dolgozott. 1949–1950 között a Hungária, 1952-től pedig a Szépirodalmi Könyvkiadó lektora volt. 1954-ben a Hírlapkiadó Vállalat lektora lett.
1986-ban Galsai Pongrác író, újságíró, főszerkesztő, így emlékezik meg kortársáról:
„Darázs Endrét is, mint nemzedékem legtöbb tagját, 1946 őszén, a Múzeum körúti bölcsészkar tájékán ismertem meg: már húszesztendős volt, másfél évvel idősebb nálam, és számon tartott költő. Akkor adta az Egyetemi Nyomdába »Kunyhó, füsttel« című első versfüzetét. S már készült a következő: a »Vasszobor«. De az egyetemen ritkán fordult elő: legföljebb a Waldapfel József vezette stílusgyakorlatokon, Füst Milán úrfelmutatással és ördögűzéssel egybekötött irodalmi liturgiáin, a questurán, ahol a különböző előfizetési ívekre aláírásokat gyűjtött, a professzoroktól, és az előcsarnokban, folyosókon, lépcsőkön. Már akkor is kampósovány volt, láthatatlan garabonciás lebernyegben közlekedő, súlytalan. Hármasával-négyesével szedte a lépcsőket. Folyton loholt. S loholásaiban a nők se igen tartóztatták fel, nem tetszett nekik, átnéztek rajta. Az egyetemről rohant a Centrálba, a kávéházból Basch Lóránthoz, a Baumgarten-kuratóriumtól a Franklinba, a könyvkiadóktól a Darlingba, a presszóból Kolozsvári Grandpierre-hez, a Rádióba. Grandpierre később a Magyarok című folyóirat slapaj-szerkesztőjeként alkalmazta. Bizalmas értesülések, korrektúrák, honoráriumelőlegek, lefoglalt zálogcédulák és verskéziratok röpködtek körülötte. Egy igazi költő és szerkesztő. Mégse irigyeltem. Talán a nők hiánya miatt. Igaz, egyesek szerint már nős volt. De milyen lehet az a feleség?... S mi tagadás kezdetben a verseiért se rajongtam. Akkoriban valahogy másnak képzeltem el a költészetet: »költőibbnek«, lebegőbbnek, lilábbnak, mint az ő verseinek tárgyias szürkesége, hideg metaforavilága, kopogó metrumai. De a hozzáértők éppen e különbség miatt kedvelték. Egy modern Petőfit láttak benne. A Darázs-verseket szívesen fogadta Illyés a Válasz-ban, nyilván a népies-népdalszerű ösztönösségük miatt, Kéry a Magyarok-ban, a fölmagasodós nagy árnyékot vető metaforák elismeréseként, Kassák az Alkotás-ban és a Kortárs-ban, némely »avantgarde«-nak tetsző képugratásukért, és Lengyel Balázsék az Újhold-ban, mert a költő fiatal volt, s kellett egy önfeledtebb, érdesebb hang a nemzedék lírai szólamában. Darázs Endrét mindenki nagy tehetségnek tartotta. De barátai is idegenkedve néztek rá...”
„Aztán a »Lobogónk: Petőfi« jelszavával parancs érkezett: a költői tájakat tessék kivilágítani! Mert mézőkutatás lesz, határfelügyelet, razzia. Hát mit világítson ki? Borneót? A véres lánctalpakat? Friss embercsontokat? Vagy azt a berúgott viskót a tájék szélén? Ahol mindeddig oly otthonosan érezte magát? A költő egyszerre rádöbbent saját természeti-emberi környezetének ijesztő voltára. És megitta az első féldecit. Aztán a másodikat, harmadikat, tizediket, kétszázadikat. Most félt csak igazán. Darázs Endre delíriumos félelmében a költői látomásvilágát maradéktalanul elpusztította. Egyik napról a másikra. S szinte gond nélkül. A mitikus kotlóst lepuffantotta az égről, és vörös csillagot szögezett a helyére. A hegyeket elmozdította. A sziklákat a levegőbe röpítette. Az erdei ösvényeket fölszántotta. A balladába nyúló, égig érő fákat gyárkéményekkel cserélte fel. ... Verset írt Inotaról, a koreai kórházvonatról, a doni kozákokról, a guzlicáról, Sztálinról, Rákosiról. Költői világában mindent elpusztított, letarolt, fölperzselt... A sztálini kurzus más haszonköltői legalább egy kis szalmalángot gyújtottak a verseik alá, el akarták hitetni magukkal, hogy progresszív küldetésük van...Ám Darázs Endrénél ilyesmiről szó sem volt. Ösztönös tehetségével bármiről s mindennek az ellenkezőjéről is fél kézzel verset tudott írni. Így gyűltek össze az »Ifjúság«, majd az »Üdvözlet« című kötet ihlettelen sémadarabjai. Darázs dalolva dőlt saját költői csődjébe. Ez időben sok fokhagymát evett, hogy leheletén ne érződjék az alkohol bűze. A »Rólad beszélünk« című versétől Rákosi Mátyás úgy meghatódott, hogy majdnem elsírta magát...”
A Darling eszpresszóban történt balesete után „telefonáltak a mentőkért. A költőt a baleseti kórházba szállították. Onnan a Lipótmező alkoholelvonó osztályára, majd Benedek István intézetébe került. Benedek István »Aranyketrec« című könyvében remek jellem- és kórrajzot ad a »fokhagymaszagú költőről«. Amikor Darázs Endre elhagyta az ideggyógyintézetet régi barátai jóformán meg sem ismerték..”
Egy „hétfői napon, amikor a szigligeti turnus véget ért, Darázs személyvonaton utazott haza Budapestre... Felesége akkor éjjel váratlanul érkezett meg külföldről. Férjét a sezlonon ülve találta. Feje lekókadt. Hátát a falnak vetette. Horkolt. Az asszony nem akarta fölébreszteni. Hajnalban aztán, amikor vizet inni a konyhába indult, férje még ugyanabban a pozícióban ült a helyén. De már néma volt.. már nem élt...”

## Költészete
Színek, érzések, egyetemes igényű gondolatok jellemezték a Vasszobor című 1948-ban kiadott kötetét. Az 1950-es években több művében is megjelent a szocializmus világméretű győzelmének képe. Az Erőd utca (1956) című művének alapja a főváros ostroma volt. A Tűz-tánc (1958) című antológia szerkesztője volt, az új magyar irodalmi életben azonban már nem vett részt.

## Művei
- Kunyhó, füsttel (versek, 1947)
- Vasszobor (versek, 1948)
- Martinkemencétől a kenyérig (elbeszélő költemény, 1949)
- Fiatalok. Költemény; Hungária, Bp., 1950)
- Üdvözlet (versek, 1952)
- Tüzek tánca (versek, 1955)
- Erőd utca (versek, 1956)
- Rosszban jóban (versek, 1958)
- Tűz-tánc (antológia, 1958)
- Valaki, villámfénynél (versek, 1960)
- Portré ezüstkeretben (versek, 1964)
- Szarvasok futása. Versek. 1947–1964; Szépirodalmi, Bp., 1966
- Egy főkönyvelő hegedül (versek, 1972)
- Vashold; utószó ifj. Bartha Lajos, Kuczka Péter; Kozmosz, Bp., 1975 (Kozmosz fantasztikus könyvek)
  - Hajdani küzdőtér, Vércsap, Látószög, Lacus Sapiens, Régi fogalmak (sci-fi novellák)
  - Csillaghajó, Tigrisemberek (sci-fi kisregények)

### Novellái folyóiratokban
- Hajdani küzdőtér (Galaktika 4. szám, 1973, 82-84. oldal)
- Vércsap (Galaktika 4. szám, 1973, 86-89. oldal)
- A csodaacél (Androméda 1. szám, 1976, 1-6. oldal)